# 特朗普墙
特朗普墙（英語：Trump wall），是对特朗普时期美墨边界围栏扩建工程这一设想中计划的口头称呼。在2016年总统竞选期间，特朗普多次呼吁修建更高的边境墙，并表示如果当选，他将会着手修墙并让墨西哥政府支付相关经费。不过，时任墨西哥总统的恩里克·培尼亚·涅托表示墨西哥不会为这一工程付款。
2017年1月，特朗普签署了第13767号行政命令，正式指示美国政府尝试利用现有联邦资金在美墨边界修建边境墙。而由于修建费用高昂，且缺乏明确的资金筹集方案，施工并没有实际开始。2018-2019年，由于特朗普坚持否决任何不包括57亿美元边境墙资金的支出法案，联邦政府部分关闭了35天。2019年2月，特朗普宣布南部边境进入国家紧急状态，称美墨边界的局势是一场危机，需要已分配其他目用途的资金来修建边境墙。国会随后通过一项联合决议以推翻紧急命令，但特朗普否决了该决议。
2019年9月，特朗普表示，计划将在2020年底之前建立一面长达450-500英里（720-800千米）的新墙。2019年12月，美國海關及邊境保衛局代理局长马克·摩根（Mark Morgan）表示，特朗普政府执政期间已修建了93英里的新边境墙，但该局的数据显示，其中至少90英里是取代了原有的边境墙。2020年1月10日，美国国土安全部宣布，亚利桑那州新建的首个100英里边境墙正式完工。次日，美国总统特朗普對此表示贊揚，并以自己的名字命名為特朗普牆。同月，位於加利西哥的部份边境牆被強風吹倒。截止到2020年11月17日，新墙的402英里（647千米）已建成，除9英里外，其余所有里程都是对现有过时或破旧护栏的替代。
次任总统乔·拜登在选举时承诺并于就任后首日签署行政命令，停止修建隔离墙。2021年4月30日，美国五角大楼宣布取消所有军方资助的美国与墨西哥边境墙建造项目，未使用的资金将返还军方。
唐納·川普在2024美國總統選舉向選民承諾，如果競選成功將會重新修建特朗普牆，且在任期內完成。

## 背景

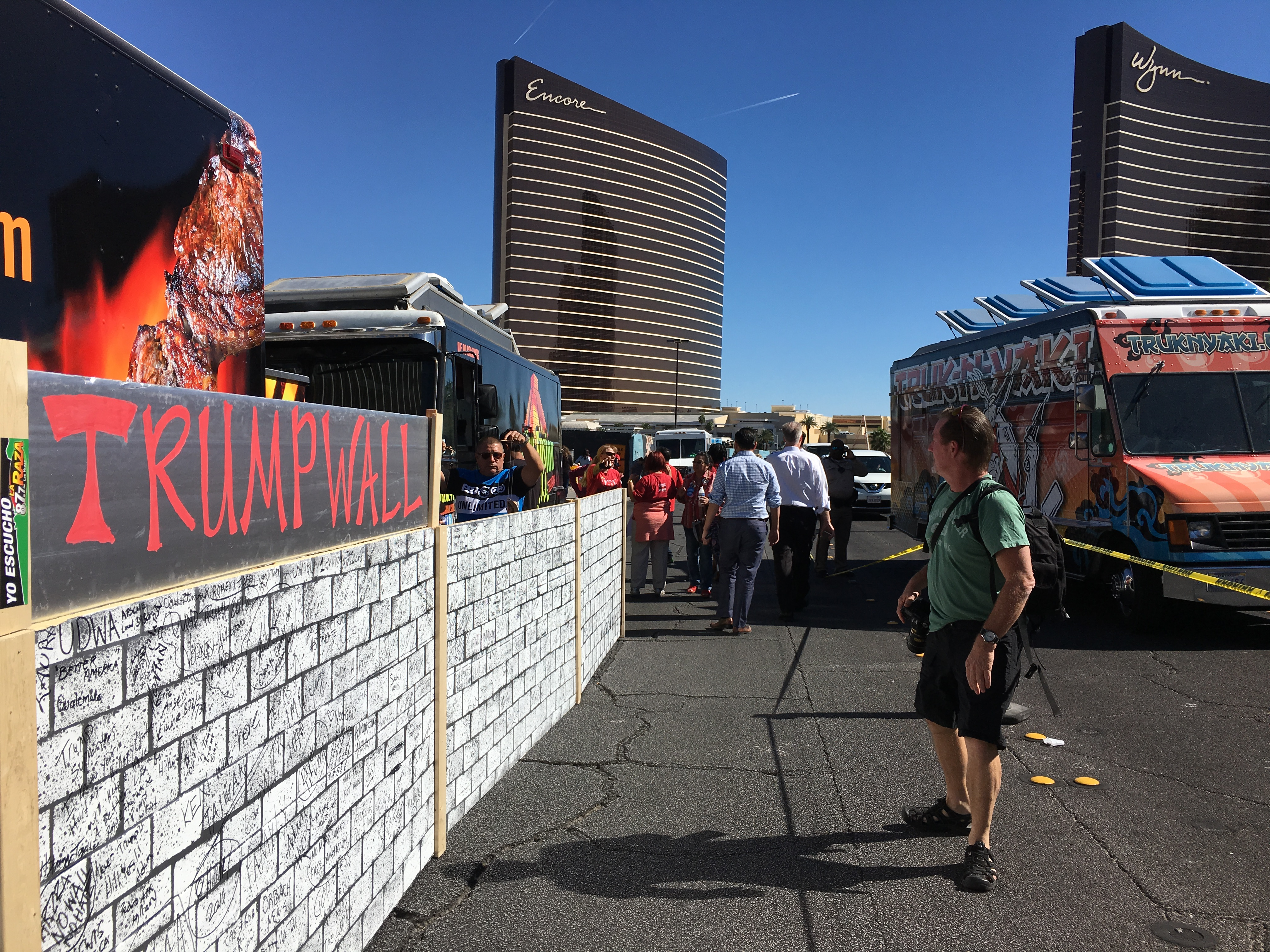
2016年，群众抗议隔离墙。

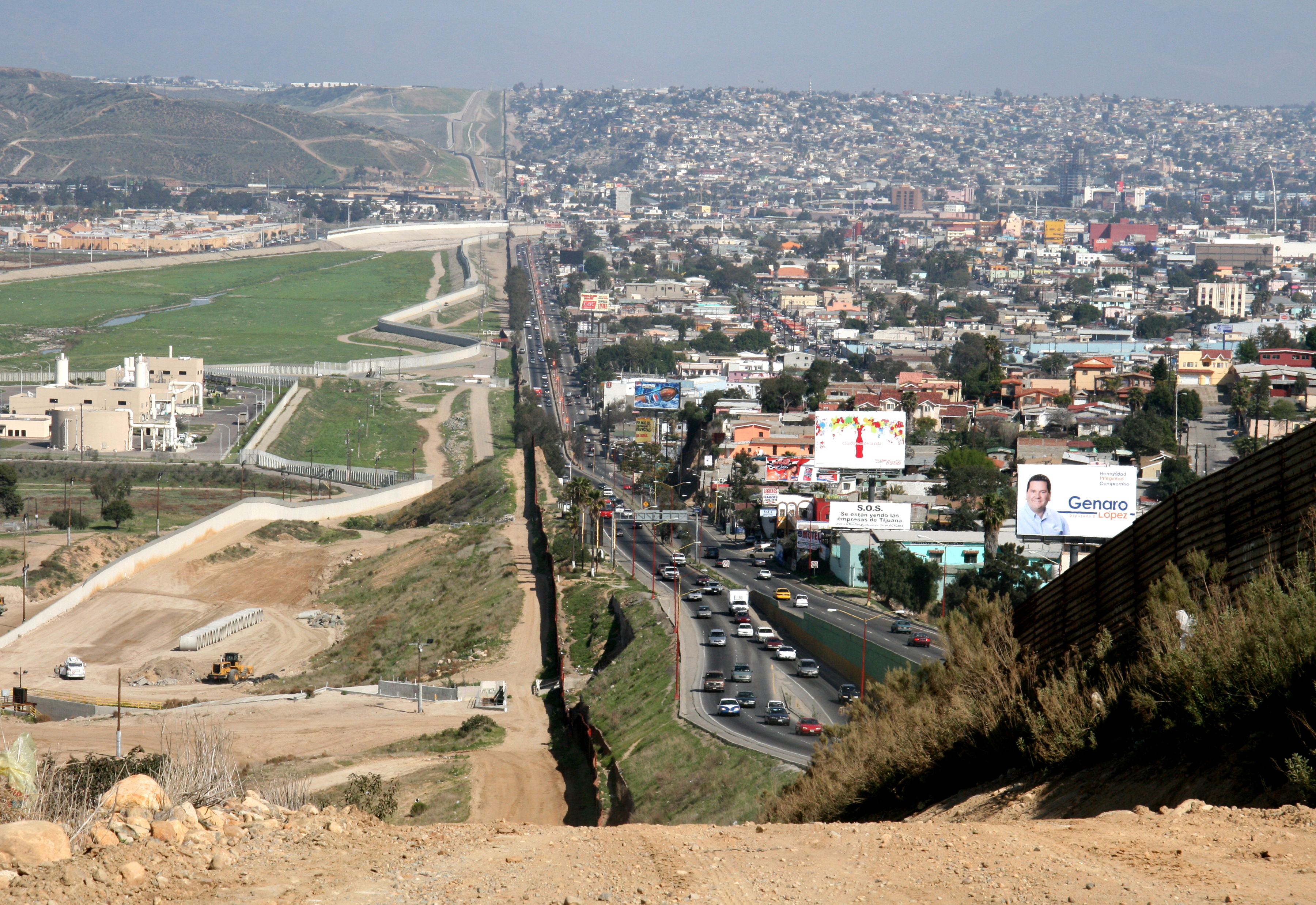
加利福尼亚州圣地亚哥边境巡逻办公室（左）和墨西哥蒂华纳之间的栅栏

墨西哥-美国隔离墙是墨西哥和美国边界沿线的一系列垂直隔离墙，旨在防止从墨西哥进入美国的非法越境行为。屏障结构不是连续的，而是一系列不连续的各种物理障碍物，这些障碍物被分为“栅栏”或“墙壁”两类。
在这些物理屏障之间，通过传感器、摄像头和其他监视设备形成的“虚拟围栏”可提供安全保护，这些设备将分发到可疑的移民口岸给美国边境巡逻人员使用。2009年1月，美国海关与边境保护局报告称，该屏障已超过580英里（930千米）。而陆地边界的总长度为1954英里（3145千米）。

## 结构
2017年2月，特朗普表示“墙就要在这里设计”，但没有表明具体细节。 2017年3月，美国海关与边境保护局（CBP）开始接受各公司针对美墨边境墙的原型构想，并表示将在3月24日之前发出征求意见书。
2017年6月，特朗普表示，他所提议的美墨边界墙应用太阳能电池板覆盖，作为制造所谓“美观建筑物”和帮助让围墙费用回本的一种手段。有人批评这一建议不合逻辑也不切实际。德克萨斯州休斯顿莱斯大学建筑学院的阿尔伯特·波普指出，太阳能发电场无法有效地沿墙分散。其他公司，包括某太阳能安装公司的共同所有者约翰·格里斯估计，每年能从这些太阳能电池板中获得超过1亿美元的利润。同年7月，特朗普又表示，隔离墙应该是透明的，以侦查那些“把大麻袋毒品扔过来”的走私犯。
美联社报道说，超过200家公司向美国海关与边境保护局（CBP）表示有兴趣设计和建造隔离墙。截至2017年4月，已有多家公司向公众公布了他们的设计方案；美国海关与边境保护局（CBP）没有公开发布投标书，只打算说出中标者的名字。
2017年9月，美国政府宣布开始建造八个由混凝土和其他材料制成的原型护栏。2018年6月3日，圣迭戈段墙体施工开始。10月26日，加利福尼亚州卡莱克西科（Calexico）一段两英里长的钢制护柱被做为特朗普墙的第一段纪念，尽管媒体对此进行了激烈辩论，认为应该将其视为“隔离墙”或者“围墙”。特朗普计划在2019年4月访问这一部分墙。
总部位于明尼苏达州派恩市的一家制造公司在2018年赢得了帮助修建美国边境“虚拟墙”的投标。这个“虚拟墙”的计划将不使用实体墙，而是使用带有运动感应和摄像设备的易于运输的“伸缩”塔。虽然最初很小，而且可以移动，但在展开塔架望远镜的内部结构时，会向上伸缩，以形成一个高大的监视装置。在边境的偏远地区，这种方法比在当地建造永久性建筑更便宜、更实用。
特朗普要求把隔离墙漆成黑色，但军方领导人和边境官员抗议，称这是不必要的。这面墙的油漆费用预计在5亿到30亿美元之间。

## 成本估算
据专家分析，沿边境剩余1300英里（2100公里）修建隔离墙的实际成本可能高达每英里2000万美元（1250万美元/公里），总成本高达450亿美元，私人土地收购和围栏维护的成本进一步提高了修建的总成本。维护隔离墙的费用每年可能高达7.5亿美元，如果边境巡逻人员要巡逻隔离墙，就必须支出额外的资金。边境许多地区，如沙漠和山区，因其崎岖而偏远的地形，将使修建和维护隔离墙的费用更加高昂。专家们还指出，在受联邦保护的荒野地区和美国原住民保留地上，国土安全部的建筑权限可能有限，并且修建隔离墙可能造成环境破坏。
一些估计显示，这样一个项目的成本在80亿到120亿美元之间，而另一些人则发现这其中存在足够的不确定性，将成本推高到150亿至250亿美元之间。
2017年2月，路透社报道称，美国国土安全部的一份内部报告估计，特朗普提出的边境墙将耗资216亿美元，建造时间为3.5年。这一结果高于特朗普在竞选期间的预估（120亿美元），也高于共和党众议院议长保罗 瑞安（Paul Ryan）和参议院多数党领袖米奇·麦康奈尔（Mitch McConnell）估计的150亿美元。

## 效用
匈牙利边境围栏，以色列边界墙和以色列西岸屏障等障碍降低了非法过境点的数量。例如，在匈牙利，2015年修建了175公里长、4米高的围栏后，非法移民人数从每天4500人下降到15人。另一方面，得克萨斯农工大学和得克萨斯理工大学的研究表明，隔离墙和边界墙一般不太可能有效减少非法移民或走私品的流动。
特朗普建墙计划的批评者指出，扩大隔离墙并不能阻止走私违禁品、逾期逗留的旅游签证、伪造证件的使用，或偷渡的人对合法入境口岸的例行滥用。他们还指出，除了滥用入境口岸外，甚至可以通过隧道（与加沙地带的边界进行比较）、攀岩或使用船只或飞机绕过边境。此外，在边界的一些地方，现有的崎岖地形也许比隔离墙更具有威慑力。特朗普私下里说过，用一条充满水的沟渠来加固墙壁，沟渠里要布满蛇或短吻鳄，还要有能刺穿人肉的尖刺顶上的电子围栏。
据报道，2019年11月，墨西哥走私犯开始在尚未安装探测此类漏洞的传感器的地区锯断钢护柱。特朗普回应说，“你可以穿过任何一堵墙”，并通过解释“墙很容易修复，将破环的部分放回去就行了”来吹捧这种屏障设计。根据边境探员的说法，走私者倾向于返回先前被锯穿的墙区域，因为护柱已经被削弱。 
2020年1月，加利福尼亚州加里西科市正在施工的几米长的墙，在浇筑的混凝土地基尚未硬化之前就被强风吹倒。事件没有造成其他财产损失或人员伤亡。
2021年8月，位于亚利桑那州的部分特朗普墙被洪水冲垮。

## 影响

### 经济影响
根据2020年的一项研究，修建特朗普提议的边境墙（如果非法移民大量减少，当地美国低技能工人的工资可能会增加），其潜在的福利收益远远低于修建隔离墙的成本。

### 环境影响

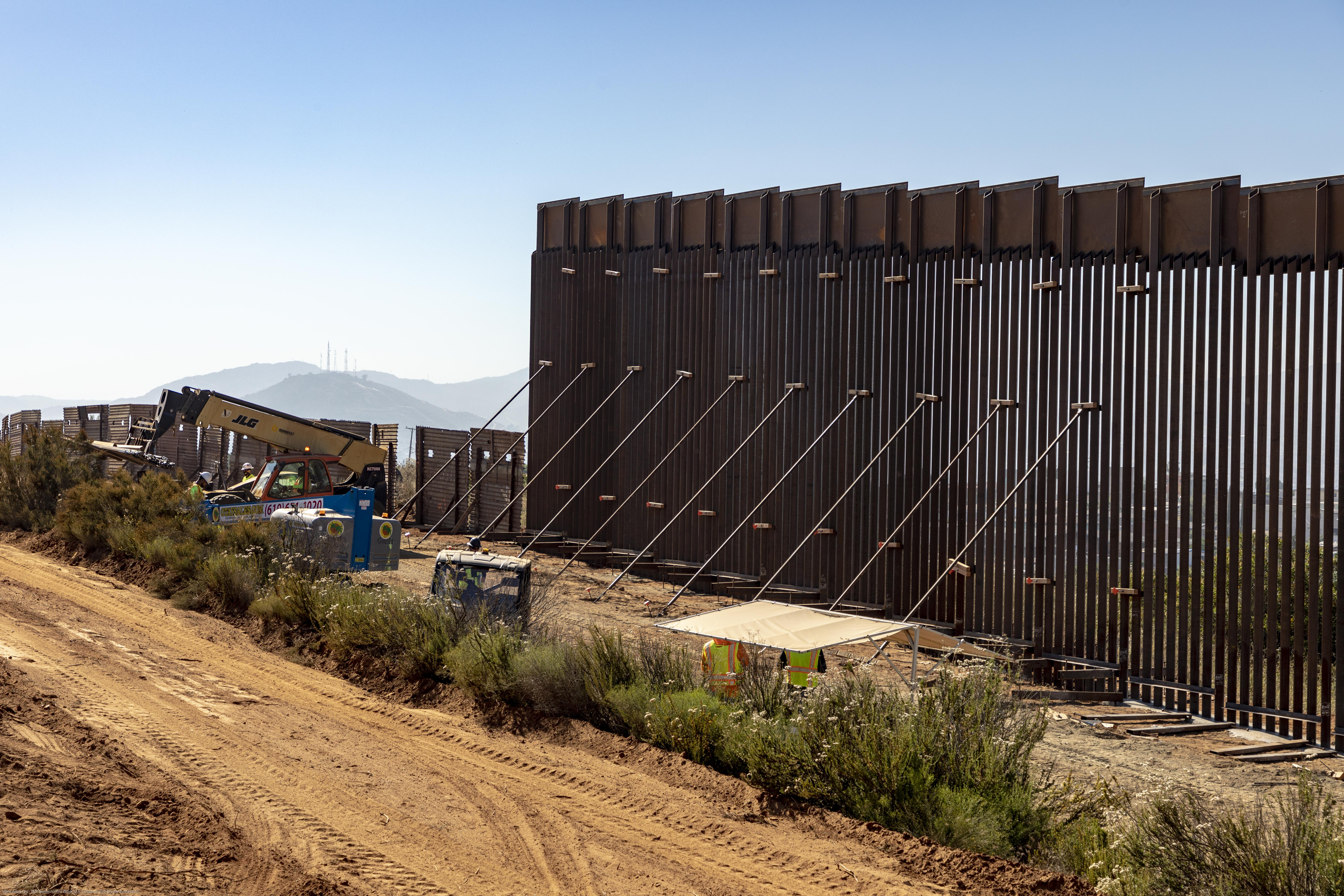
2019年，在加利福尼亚替换边界围栏施工。

按照该行政命令的设想，修建边界墙可能会造成严重的环境破坏，包括栖息地破坏和栖息地零碎化，从而损害包括濒危物种在内的野生生物。  可能受到影响的物种包括铁质的大角羊，黑熊和鸺鹠。美国国家蝴蝶中心在员工发现计划修建的部分围墙将穿过这片土地后，提起了一项诉讼，对上述一些观点提出了质疑。然而，法官理查德·莱昂驳回了对国土安全部的起诉，于是该中心声称他们将重新起诉或申诉。
美国生物多样性中心2019年的一项调查发现，隔离墙的修建对生态系统造成了毁灭性的影响，建筑工程距离圣贝纳迪诺国家野生动物保护区和北美美洲虎的活跃迁徙走廊很近，以及已经破坏了诸如屠宰场等栖息地。调查还发现，通过对当地含水层无限制地抽取地下水来生产墙体混凝土，这将对地下生态系统以及由地下水维持的地表生态系统产生破坏性影响。到2020年中期，非营利组织野生动物捍卫者6月获得了一份政府报告，报告发现，一口用于制造围墙混凝土的水井“严重影响了位于圣贝纳迪诺国家野生动物保护区的水井”，该报告解释了“为什么保护区的一些池塘没有水，以及为什么在目前已受到威胁和濒危鱼类物种的其他池塘维持水位如此困难，包括普氏黄疸。

### 公开征地
此外，与边境相邻的私有土地必须由美国政府收购之后才能在其上面修建。随着隔离墙的修建，德州南部的房地产开发商将无法轻易进入其中的大部分土地。这使得德克萨斯州南部的历史遗迹可能会受到影响。某讽刺派对游戏发行商于2017年在边境购买了一块土地，以防止在那里修建隔离墙。

### 风琴管仙人掌国家纪念区
到2019年10月，在1976年创建的索诺兰沙漠生态保护区——风琴管仙人掌国家纪念区内开始推土机作业。美国工程兵团表示，他们将重新安置流离失所的仙人掌，尽管这在某些情况下似乎没有发生。2020年2月，爆破开始。风琴管纪念区包括22个考古遗址，其中有“未开凿的古代索诺兰沙漠人的遗迹”，其中一些可能可以追溯到16000年前。美国一少数民族的主席称，抗议任何新的隔离墙建设，因为他们民族“从远古时代就一直居住在该地区”。
截至2019年，边境巡逻建筑工人正在与纪念区公园官员协调，以避免对纪念区造成损害。

### 各界反應
- 墨西哥總統恩里克·培尼亚·涅托表示墨西哥不会为这一工程付款。[2][3][4]
- 以色列總理班傑明·納坦雅胡表示認可該計畫，並表示他也在以色列與埃及邊界築了一道牆，有效防堵了非洲的非法移民。[72]

- 拉丁美洲和加勒比國家共同體共同譴責該計畫。[73]

## 延伸阅读
- Chaichian, Mohammad. 2014. Empires and Walls: Globalization, Migration and Colonial Domination (Brill, pp. 175–245).  （页面存档备份，存于）.
- Shaw, Adam, "New acting DHS Chief Chad Wolf tours new border wall as construction ramps up, calls it 'common sense' （页面存档备份，存于）", Fox News, November 23, 2019